# ティエン・チュオン・スタジアム
ティエン・チュオン・スタジアム(Thiên Trường Stadium、ベトナム語: Sân vận động Thiên Trường）はベトナム・ナムディンにある多目的競技場。旧称：チュア・クオイ・スタジアム (Chùa Cuối Stadium)。
ナムディンが繊維産業で知られることから、 オールド・トラッフォードの愛称 "The Theatre of Dreams"（夢の劇場）をもじって "Nhà máy dệt giấc mơ"（夢の織物工場）の愛称でファンの間で親しまれている。

## 歴史
ナムディンをホームタウンとするナムディンFCは、ナムディン紡績工場の一角にある、通称「スタジアム」(Sân Dệt ) と称していた民兵組織の練兵場（元ベトナム国軍の訓練施設）を練習場としていたが、そこは砂埃が舞うような劣悪な環境であった。
一方、かつて「サン・チュア・クオイ」（Sân Chùa-Cuối、「道端の塔」の意味）と呼ばれた今のスタジアムの場所は元々道教の象徴が点在する寺院があり、ベトナム戦争の時は野菜畑の点在する大きな池のあった場所だったが、1970年代末からティエン・チュオン・スタジアムとして活用されるようになった。
スタジアムは30,000人収容で、ベトナムではミーディン国立競技場に次ぐ規模の115m×72mの天然芝ピッチを有する。
近年ではサッカーの試合会場として使用される機会が多く、ナムディンFCがホームスタジアムとして活用している。ナムディンFCの他、サッカーベトナム代表がホームゲームを開催することもある。2003年にハノイを中心に開催された東南アジア競技大会では、ミーディン国立競技場、ハンダイ・スタジアム（以上ハノイ）、トンニャット・スタジアム、アーミースタジアム（以上ホーチミン）と共にサッカー競技の会場として使用された。2021年東南アジア競技大会でもサッカー競技の会場として使用されている。